# Srna Marković
Srna Marković (Vienna, 6 giugno 1996) è un'ex pallavolista austriaca, nel ruolo di schiacciatrice.

## Carriera

### Club
La carriera di Srna Marković inizia all'età di dodici anni, giocando a livello giovanile con il Volley16wien. Appena quindicenne fa il suo esordio da professionista in 1. Bundesliga nella stagione 2011-12, giocando per l'X-Volley, l'allora seconda squadra dello Schwechat Post, e poi, dalla stagione seguente, viene impiegata sia in seconda squadra, in quel momento divenuta il Sokol Wien, che con la formazione principale, con la quale conquista due scudetti e due Coppe d'Austria.
Appena diciottenne viene ingaggiata all'estero, trasferendosi per il campionato 2014-15 in Germania, dove difende i colori del PTSV Aachen, in 1. Bundesliga, dove resta anche nel biennio seguente, ma vestendo la maglia del Vilsbiburg. Emigra nella stagione 2017-18 in Italia, partecipando alla Serie A2 con l'Adolfo Consolini, con cui conquista la Coppa Italia di categoria, trasferendosi nella stagione seguente al Cuneo Granda, in Serie A1.
Dopo un biennio in Piemonte, nel campionato 2020-21 si accasa alla Savino Del Bene, sempre nella massima divisione italiana. Nel campionato seguente inizia l'annata in Polonia, partecipando alla Liga Siatkówki Kobiet con il Radomka, trasferendosi nel dicembre 2021 al Potsdam, in 1. Bundesliga: resta nel massimo campionato tedesco per circa due mesi, terminando anzitempo la stagione, dopo la quale si ritira dalla pallavolo.

### Nazionale
Fa parte delle nazionali giovanili austriache, partecipando alle qualificazioni per il campionato europeo under 19 2012 e per il campionato europeo under 18 2013.
Nel 2011, appena quindicenne, viene convocata per la prima volta in nazionale maggiore, conquistando in seguito la medaglia di bronzo alla European League 2016, dove viene anche premiata come miglior schiacciatrice.

## Palmarès

### Club
- Campionato austriaco: 2

2012-13, 2013-14
- Coppa d'Austria: 1

2012-13, 2013-14
- Coppa Italia di Serie A2: 1

2017-18

### Nazionale (competizioni minori)
- European League 2016

### Premi individuali
- 2016 - European League: Miglior schiacciatrice